# 8 ноември
8 ноември е 312-ият ден в годината според григорианския календар (313-и през високосна). Остават 53 дни до края на годината. 

## Събития
- 392 г. – Със забраната на езическите ритуали, император Теодосий I налага християнството като официална религия в Римската империя.
- 1204 г. – Кардинал Лъв, пратеник на папа Инокентий III, пристига в Търново, за да миропомаже архиепископ Василий за примас на Българската църква и да провъзгласи Калоян за крал от името на папата.
- 1273 г. – Състои се сватбата на унгарската принцеса Анна Арпад и римския император Андроник II Палеолог.
- 1520 г. – Стокхолмска кървава баня: След успешното нахлуване на шведски войски в Дания са екзекутирани 100 благородници и духовници.
- 1602 г. – Открита е Бодлиевата библиотека на Оксфордския университет.
- 1793 г. – Музеят на изкуствата в Париж – Лувър е официално открит за посещения.
- 1889 г. – Монтана става 41-вия щат на САЩ.
- 1893 г. – В американския щат Колорадо жените получават право да участват в изборите.
- 1895 г. – Вилхелм Рьонтген открива в университета на Залцбург Х-лъчи, по-късно известни като рентгенови лъчи.
- 1899 г. – Открита е жп линията Плевен – Шумен (243 км).
- 1917 г. – В Съветска Русия правителството започва да се нарича Съвет на народните комисари на СССР.
- 1923 г. – В Мюнхен се извършва т. нар. Бирен пуч – опит за завземане на властта от Националсоциалистическата германска работническа партия, един от активистите на която е и Адолф Хитлер.
- 1926 г. – Основан е ФК АПОЕЛ в Левкосия, Кипър.
- 1932 г. – Франклин Рузвелт е избран за първи мандат като президент на САЩ.
- 1942 г. – Втора световна война: Започва Операция Факел, в която САЩ и Великобритания дебаркират по бреговете на Френска Северна Африка.
- 1943 г. – Втора световна война: учреден е орден Победа.
- 1950 г. – Вълко Червенков е избран за генерален секретар на ЦК на БКП, след като от 3 февруари същата година заема поста министър-председател на Народна република България.
- 1960 г. – Джон Фицджералд Кенеди е избран за 35-и президент на САЩ.
- 1965 г. – В Обединеното кралство е отменано смъртното наказание.
- 1962 г. – Създаден е Народен парк Вихрен (сега Национален Парк Пирин) с цел опазване на горските масиви.
- 1971 г. – Лед Зепелин издават албума Led Zeppelin IV – четвъртият най-продаван музикален албум в историята на САЩ.
- 1972 г. – Стартира излъчването на платената кабелна мрежа HBO (Home Box Office).
- 1973 г. – Състои се премиерата на американския анимационен филм „Робин Худ“.
- 1988 г. – В Съединените щати Джордж Уокър Буш е избран за президент. Той става 41-вият президент на САЩ.
- 1991 г. – В България е съставено правителството на Филип Димитров.
- 1994 г. – Джордж Уокър Буш става губернатор на щата Тексас.
- 1999 г. – Издаден е Greatest Hits III – компилация на британската рок група Куийн.
- 2001 г. – В Уелва, Испания е открит стадион Нуево Коломбино, дом на футболен клуб Реал Рекреативо де Уелва.
- 2006 г. – Издаден е първият самостоятелен албум с коледни песни на финландската певица Таря Турунен Henkäys Ikuisuudesta.
- 2011 г. – В Холивуд, Калифорния колумбийската певица Шакира получава звезда на Алеята на славата. Тя е първата колумбийка, получила такова отличие.
- 2016 г. – Състоят се 58-те подред президентски избори в САЩ: Доналд Тръмп става 45-тият президент на САЩ, побеждавайки Хилъри Клинтън.

## Родени
- 30 г. – Нерва, римски император († 98 г.)
- 1342 г. – Юлиана от Норич, английска писателка († ок. 1416 г.)
- 1622 г. – Карл X, крал на Швеция († 1660 г.)
- 1656 г. – Едмънд Халей, английски астроном († 1742 г.)
- 1715 г. – Елизабет-Кристина фон Брауншвайг-Беферн, кралица на Прусия († 1797 г.)
- 1723 г. – Джон Байрон, английски мореплавател († 1786 г.)
- 1777 г. – Дезире Клари, кралица на Швеция и Норвегия († 1860 г.)
- 1794 г. – Сергей Строганов, руски благородник и държавник († 1882 г.)
- 1830 г. – Михаил Драгомиров, руски офицер († 1905 г.)
- 1835 г. – Пьотър Глен, руски изследовател († 1876 г.)
- 1847 г. – Брам Стокър, ирландски писател († 1912 г.)
- 1848 г. – Готлоб Фреге, германски математик и логик († 1925 г.)
- 1854 г. – Диаманди Ихчиев, български архивист († 1913 г.)
- 1867 г. – Петър Цончев, български лекар и писател († 1947 г.)
- 1868 г. – Феликс Хаусдорф, германски математик († 1942 г.)
- 1875 г. – Андрей Протич, български изкуствовед († 1959 г.)
- 1875 г. – Милан Матов, български революционер († 1962 г.)
- 1875 г. – Петър Мидилев, български военен деец и политик († 1939 г.)
- 1876 г. – Костадин Молеров, български революционер († 1957 г.)
- 1878 г. – Димитър Влахов, македонски политически деец и журналист († 1953 г.)
- 1878 г. – Димитър Чуповски, публицист от Македония († 1940 г.)
- 1879 г. – Лев Троцки, руски революционер († 1940 г.)
- 1880 г. – Йован Гелев, свещеник († 1954 г.)
- 1883 г. – Александър Ферсман, съветски геохимик († 1945 г.)
- 1884 г. – Херман Роршах, швейцарски психиатър († 1933 г.)
- 1886 г. – Лора Каравелова, дъщеря на Петко Каравелов († 1913 г.)
- 1886 г. – Симеон Сергеев Демостенов, български икономист († 1968 г.)
- 1888 г. – Борис Неврокопски, български духовник († 1948 г.)
- 1892 г. – Терезе Бенедек, унгарски психоаналитик († 1977 г.)
- 1893 г. – Рама VII, крал на Сиам († 1941 г.)
- 1897 г. – Димитър Иванчев, български политик († 1966 г.)
- 1900 г. – Маргарет Мичел, американска писателка († 1949 г.)
- 1901 г. – Георге Георгиу-Деж, министър-председател на Румъния († 1965 г.)
- 1901 г. – Михайло Апостолски, югославски военен († 1987 г.)
- 1916 г. – Петер Вайс, германско-шведски писател († 1992 г.)
- 1920 г. – Божидар Видоески, лингвист от Република Македония († 1998 г.)
- 1922 г. – Кристиан Барнард, южноафрикански сърдечен хирург († 2001 г.)
- 1923 г. – Александър Марковски, югославски партизанин († 1944 г.)
- 1923 г. – Джак Килби, американски инженер, Нобелов лауреат през 2005 г. († 2005 г.)
- 1924 г. – Дмитрий Язов, съветски маршал († 2020 г.)
- 1926 г. – Джон Луис Манси, британски актьор († 2010 г.)
- 1930 г. – Митко Палаузов, българско дете партизанин († 1944 г.)
- 1931 г. – Николай Минев, български шахматист († 2017 г.)
- 1932 г. – Бен Бова, американски писател († 2020 г.)
- 1933 г. – Питър Арундел, британски пилот от Формула 1
- 1935 г. – Ален Делон, френски актьор и режисьор († 2024 г.)
- 1936 г. – Едуард Гибсън, американски астронавт
- 1936 г. – Вирна Лизи, италианска актриса († 2014 г.)
- 1939 г. – Манфред Тиллиц, германски предприемач
- 1941 г. – Димитър Карамалаков, български актьор
- 1942 г. – Сандро Мацола, италиански футболист
- 1943 г. – Илия Божилов, български актьор
- 1946 г. – Гуус Хидинк, холандски футболист
- 1948 г. – Асен Агов, български политик
- 1956 г. – Ричард Къртис, новозеландски сценарист и режисьор
- 1958 г. – Йоав Галант, израелски военен
- 1961 г. – Джон Кастело, американски актьор († 2008 г.)
- 1967 г. – Алфредо Торес, танцьор и преподавател по латино танци
- 1974 г. – Масаши Кишимото, японски манга създател
- 1974 г. – Сейши Кишимото, японски мангака
- 1978 г. – Иван Динев, български фигурист
- 1978 г. – Ивана Селаков, сръбска певица
- 1979 г. – Моцарт Сантош Батища Джуниър, бразилски футболист
- 1979 г. – Валентин Попов, български писател
- 1980 г. – Ана Видович, хърватска китаристка
- 1980 г. – Александър Николов, български политик и адвокат
- 1980 г. – Луиш Фабиано, бразилски футболист
- 1981 г. – Емануела, българска попфолк певица
- 1983 г. – Бланка Влашич, хърватска лекоатлетка
- 1983 г. – Павел Погребняк, руски футболист
- 1986 г. – Патриция Майр-Ахлайтнер, австрийска тенисистка
- 1986 г. – Арон Шварц, американски програмист († 2013 г.)
- 1988 г. – Адриана Николова, българска шахматистка

## Починали
- 397 г. – Свети Мартин от Тур, християнски светец (* 317 г.)
- 618 г. – Адеодат I, римски папа (* ? г.)
- 995 г. – Агапет II, римски папа (* ? г.)
- 1226 г. – Луи VIII, крал на Франция (* 1187 г.)
- 1246 г. – Беренгела I Кастилска, кралица на Кастилия (* 1180 г.)
- 1674 г. – Джон Милтън, английски поет (* 1608 г.)
- 1719 г. – Мишел Рол, френски математик (* 1652 г.)
- 1802 г. – Йохан Готлиб Георги, германски медик (* 1729 г.)
- 1871 г. – Чарлз Френсис Хол, американски изследовател (* 1821 г.)
- 1884 г. – Фьодор Де Прерадович, руски офицер
- 1890 г. – Цезар Франк, белгийско-френски композитор (* 1822 г.)
- 1893 г. – Арно Мишел д'Абади, френски изследовател на Африка (* 1815 г.)
- 1902 г. – Петър Гайков, български революционер (* 1872 г.)
- 1908 г. – Фьодор Шмид, руски ботаник (* 1832 г.)
- 1912 г. – Христо Апостолов, български революционер (* ок. 1860 г.)
- 1920 г. – Симеон Русков, български инженер
- 1921 г. – Стоян Антов, български революционер (* 1884 г.)
- 1922 г. – Виктор Покровски, белогвардейски генерал (* 1889 г.)
- 1922 г. – Тома Гоцев, български революционер (* ? г.)
- 1929 г. – Пандил Шишков, български революционер (* 1875 г.)
- 1934 г. – Джеймс Болдуин, американски философ (* 1861 г.)
- 1935 г. – Христо Славейков, български политик (* 1862 г.)
- 1940 г. – Артур Вирендел, белгийски инженер (* 1852 г.)
- 1941 г. – Съби Димитров, деец на БКП (* 1900 г.)
- 1945 г. – Анастас Лозанчев, български революционер (* 1870 г.)
- 1945 г. – Аугуст фон Макензен, германски фелдамаршал (* 1849 г.)
- 1948 г. – Борис Неврокопски, български духовник (* 1888 г.)
- 1953 г. – Иван Бунин, руски писател, Нобелов лауреат през 1933 г. (* 1870 г.)
- 1953 г. – Христо Манолов, български композитор (* 1900 г.)
- 1977 г. – Анри Ей, френски психиатър (* 1900 г.)
- 1979 г. – Уилфред Бион, английски психиатър (* 1897 г.)
- 1986 г. – Вячеслав Молотов, съветски политик (* 1890 г.)
- 1988 г. – Димитрис Агорастис, гръцки скулптор (* 1903 г.)
- 1988 г. – Йосиф Варненски и Преславски, български духовник (* 1900 г.)
- 1995 г. – Димитър Станишев, български учен (* 1906 г.)
- 1998 г. – Жан Маре, френски актьор (* 1913 г.)
- 1998 г. – Томас Манинг, английски биолог (* 1911 г.)
- 1999 г. – Леон Щукел, словенски гимнастик (* 1898 г.)
- 1999 г. – Юрий Малишев, съветски космонавт (* 1941 г.)
- 2009 г. – Виталий Гинзбург, руски физик, Нобелов лауреат (* 1916 г.)
- 2019 г. – Манол Тодоров, български музикант, фолклорист и педагог (* 1925 г.)

## Празници
- Православие – Събор на св. Архангел Михаил и другите небесни безплътни сили (Архангеловден)
- България

- Професионален празник на служителите в полицията (от 1999 г.)
- Ден на Западните покрайнини – Отбелязва се от 1922 г.
- професионален празник на месарите и колбасарите
- Празник на гр. Генерал Тошево

- Гърция – Празник на село Айтос
- Микронезия – Ден на конституцията
- Турция – Празник на град Люлебургас
- Азербайджан – Ден на победата (в чест на Азербайджан като победител във войната за Нагорни Карабах през 2020 г.)